# Västra sjön
Västra sjön är en sjö i Lindesbergs kommun i Västmanland och ingår i Norrströms huvudavrinningsområde. Sjön har en area på 0,192 kvadratkilometer och ligger 77 meter över havet. Sjön avvattnas av vattendraget Sverkestaån (Ramshytteån).

## Delavrinningsområde
Västra sjön ingår i det delavrinningsområde (660844-147796) som SMHI kallar för Vid mätstation Kåfalla. Medelhöjden är 95 meter över havet och ytan är 23,47 kvadratkilometer. Räknas de 17 avrinningsområdena uppströms in blir den ackumulerade arean 412,96 kvadratkilometer. Sverkestaån (Ramshytteån) som avvattnar avrinningsområdet har biflödesordning 3, vilket innebär att vattnet flödar genom totalt 3 vattendrag innan det når havet efter 198 kilometer. Avrinningsområdet består mestadels av skog (80 procent). Avrinningsområdet har 0,35 kvadratkilometer vattenytor vilket ger det en sjöprocent på 1,5 procent.